# Chamborigaud
Chamborigaud este o comună în departamentul Gard din sudul Franței. În 2009 avea o populație de 783 de locuitori.

## Evoluția populației
| An        | 1975 | 1982 | 1990 | 1999 | 2006 | 2009 |
| --------- | ---- | ---- | ---- | ---- | ---- | ---- |
| Populație | 869  | 872  | 716  | 731  | 752  | 783  |